# Purikura

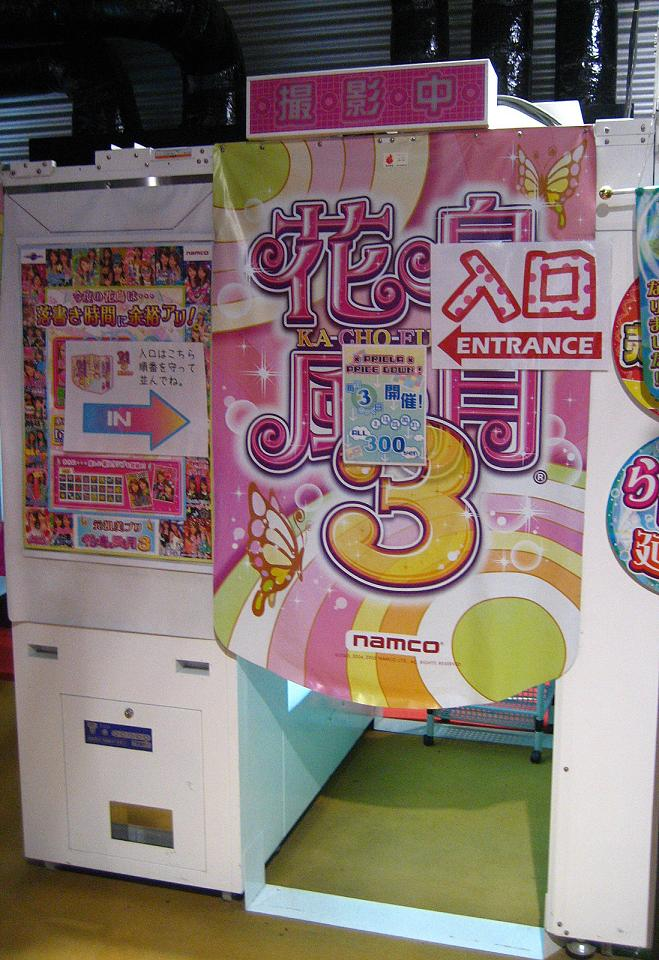
Một buồng chụp ảnh purikura ở thành phố Fukushima, Nhật Bản

Purikura, hay ở Việt Nam còn gọi là chụp ảnh Hàn Quốc hoặc chụp ảnh Úc, ý chỉ một dạng buồng chụp ảnh hay là sản phẩm (một tấm ảnh trang trí rực rỡ thường có kích thước 4x6 inch) từ một buồng chụp ảnh như thế. Tên gọi purikura (プリクラ) trong tiếng Nhật là dạng rút gọn từ cụm từ purinto kurabu (プリント倶楽部, nhãn hiệu được đăng ký) - thuật ngữ phỏng theo tiếng Anh là "print club" với cách phát âm của người Nhật.
Do hai hãng Atlus và Sega đồng phát triển, chiếc purikura đầu tiên được bán ra thị trường là vào tháng 7 năm 1995.